# حوزه انتخابیه سوم نیویورک

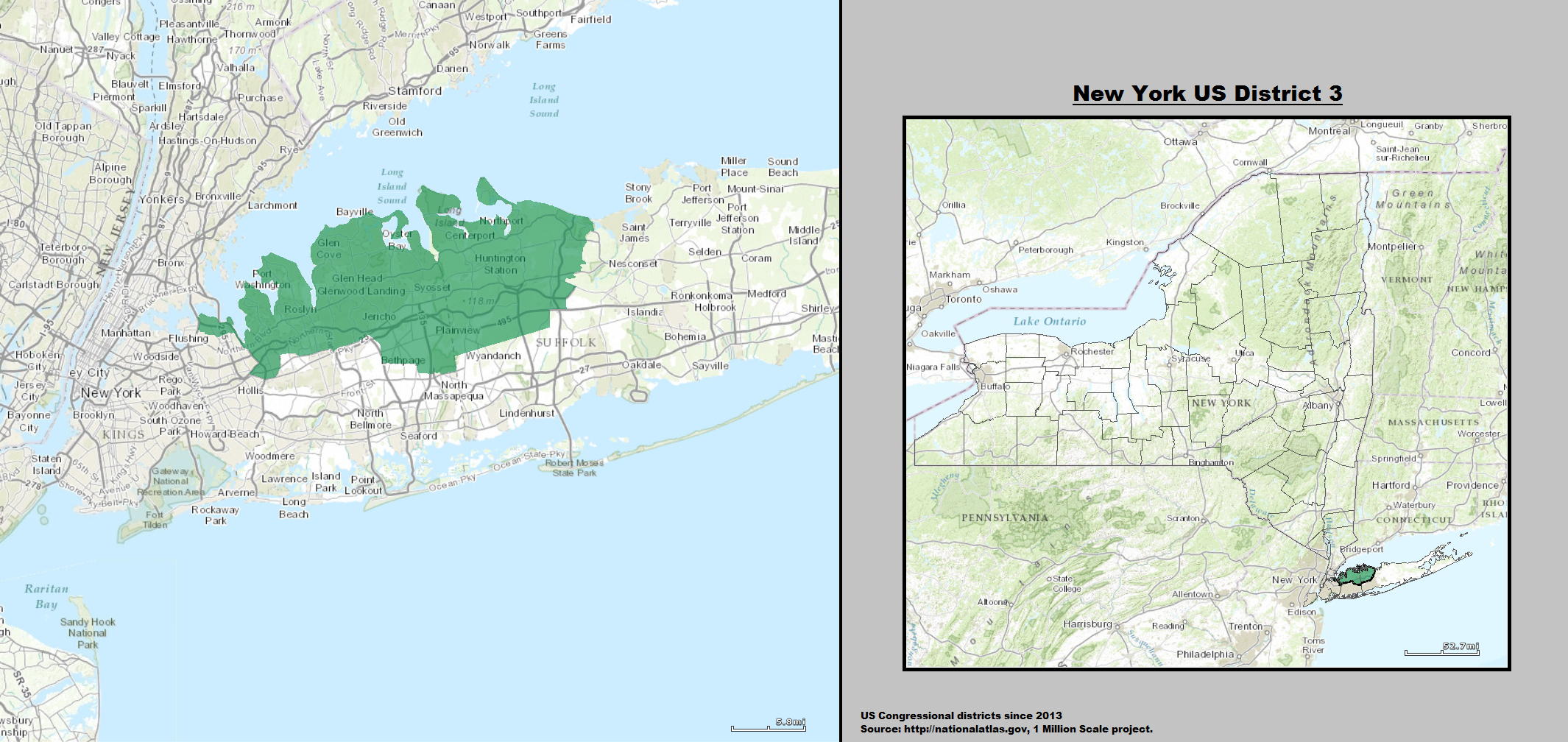
حوزه انتخابیه سوم نیویورک

حوزه انتخابیه سوم نیویورک یک حوزه انتخابیه مجلس نمایندگان آمریکا است که در ایالت نیویورک قرار دارد.